# 旅伏駅
旅伏駅（たぶしえき）は、島根県出雲市西代町に位置する一畑電車北松江線の駅である。駅番号は8。
駅舎には出雲市立平田中学校の美術部が制作した絵が飾られている。

## 歴史
- 1914年（大正3年）4月29日：開業[1]。
- 1979年（昭和54年）11月1日：無人駅化[1]。
- 2006年（平成18年）4月1日：一畑電気鉄道の持株会社移行に伴い、新設の一畑電車株式会社が鉄道事業を承継。

## 駅構造
松江方面に向かって左側に単式ホーム1面1線を有する地上駅（停留所）。無人駅である。

## 利用状況
1日平均の乗降人員は以下の通り。
| 年度   | 1日平均 乗車人員 | 1日平均 乗降人員 |
| ------ | ---------------- | ---------------- |
| 1999年 | 61               | 196              |
| 2000年 | 52               | 101              |
| 2001年 | 56               | 104              |
| 2002年 | 51               | 109              |
| 2003年 | 41               | 92               |
| 2004年 | 43               | 88               |
| 2005年 | 73               | 148              |
| 2006年 | 71               | 143              |
| 2007年 | 69               | 131              |
| 2008年 | 60               | 108              |
| 2009年 | 52               | 110              |
| 2010年 | 52               | 108              |
| 2011年 | 53               | 101              |
| 2012年 | 53               | 102              |
| 2013年 | 65               | 127              |
| 2014年 | 59               | 122              |
| 2015年 | 50               | 100              |
| 2016年 | 54               | 106              |
| 2017年 | 56               | 117              |
| 2018年 | 77               | 160              |
| 2019年 | 80               | 144              |
| 2020年 | 66               | 122              |
| 2021年 | 61               | 132              |

## 駅周辺
- 平田国富郵便局
- 国富コミュニティセンター
- 出雲市立国富小学校
- 平田自動車教習所
- 上島古墳（あげしまこふん）

出雲市国富町上島の、水田からの比高約35メートルの山腹に位置する。6世紀中葉ごろに築造された。直径約15メートル、高さ約2メートルの円墳、家形石棺と竪穴式石室を持つ。1957年（昭和32年）に国の史跡に指定された。
- 康國寺

松江藩松平不昧公お抱えの築庭師・沢玄丹が3年をかけて作り上げた寺院。駅名の由来となった旅伏山を借景とした枯山水の庭園を持つ。
- 国道431号

## 隣の駅
一畑電車
■北松江線
■特急「スーパーライナー」・■急行
通過
■普通
美談駅（7） - 旅伏駅（8） - 雲州平田駅（9）